# Haybes
Haybes település Franciaországban, Ardennes megyében. Lakosainak száma 1806 fő (2022. január 1.). Haybes Fépin, Fumay, Hargnies, Montigny-sur-Meuse, Revin és Vireux-Wallerand községekkel határos.

## Népesség
A település népességének változása:
| Lakosok száma | 2150 | 2096 | 2071 | 2061 | 1992 | 1895 | 1885 | 1847 | 1829 | 1806 |
|               | 1968 | 1982 | 1990 | 2006 | 2013 | 2015 | 2017 | 2019 | 2020 | 2022 |